# Ramat Schlomo

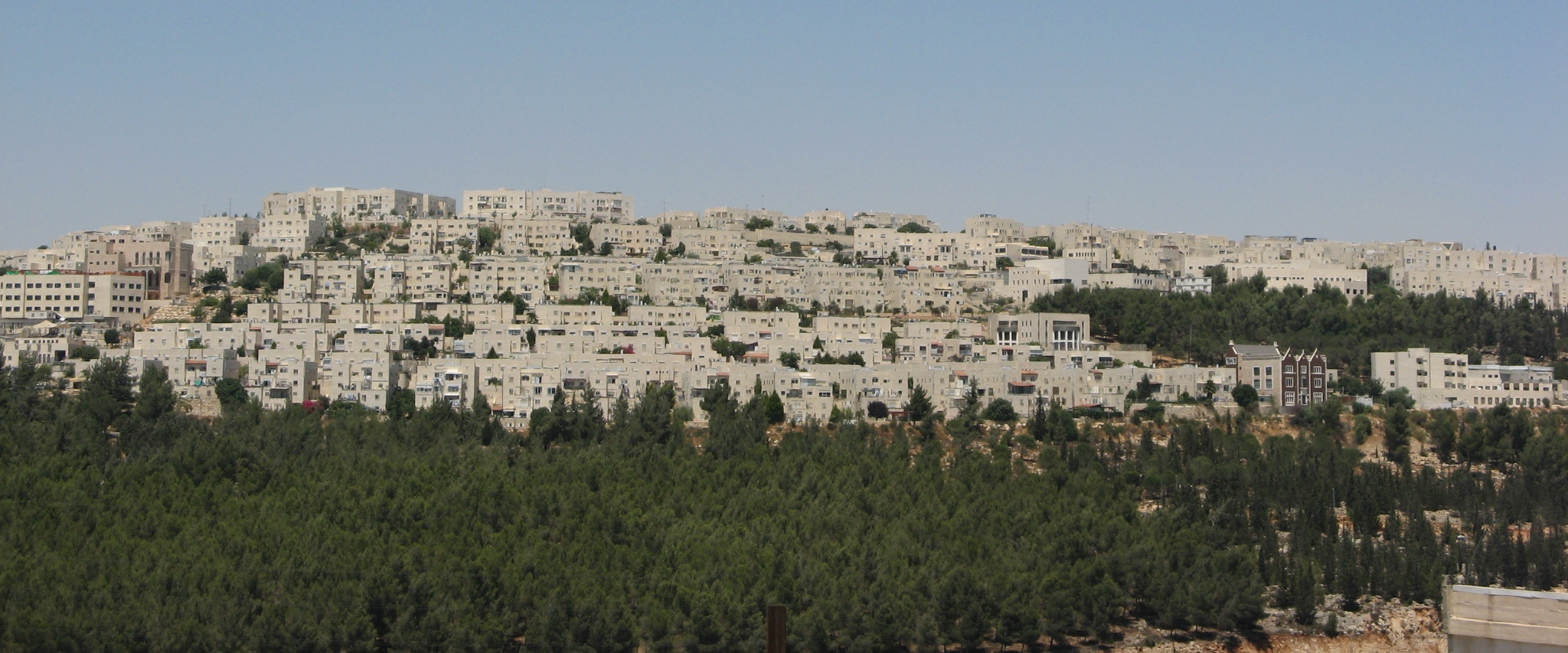
Ramat Shlomo

Ramat Schlomo ist eine israelische Siedlung in Ostjerusalem. Der Ort wurde 1995 gegründet und wird derzeit von etwa 20.000 Juden bewohnt. Im Oktober 2014 genehmigte der israelische Ministerpräsident Benjamin Netanjahu den Bau von 660 Wohnungen, gefolgt von weiteren 500 im November desselben Jahres. Nach der Wahl des neuen US-Präsidenten Donald Trump wurde im November 2016 der Bau weiterer 1440 neuer Wohnungen in Ramat Schlomo genehmigt.